# Камалов, Каллибек
Каллибе́к Кама́лов (каракалп. Qállibek Kamalov; род. 18 марта 1926, Кара-Калпакская АО, Казахская АССР, РСФСР, СССР) — советский каракалпакский партийный и государственный деятель. Первый секретарь Каракалпакского обкома КП Узбекистана (1963—1984).

## Биография
По национальности каракалпак.
Окончил Кара-Калпакский учительский институт в 1947 году.
Окончил Каракалпакский педагогический институт (заочно) в 1955 году.
- В 1942—1947 — преподаватель в средней школе (Тахта-Купырский район Кара-Калпакской АССР).
- С 1947 года — на комсомольской, советской и государственной работе.
- В 1951—1952 — заместитель председателя СМ Кара-Калпакской АССР.
- В 1952—1953 — председатель Исполнительного комитета Нукусского городского Совета.
- В 1953—1956 — министр коммунального хозяйства Каракалпакской АССР.
- В 1956—1958 — министр автомобильного транспорта и шоссейных дорог Кара-Калпакской АССР.
- В 1958—1959 — секретарь Каракалпакского обкома КП Узбекистана.
- В 1959—1963 — Председатель Совета Министров Каракалпакской АССР.
- В 1963—1984 — первый секретарь Каракалпакского обкома КП Узбекистана.
- В 1984—1986 — генеральный консул СССР в городе Констанца (Румыния).

Член КПСС с 1946 года. Кандидат в члены ЦК в 1971—1986 годах. Делегат XXII и XXVI съездов КПСС.
Депутат Верховного Совета СССР 6-11-го созывов: Совета Национальностей от Каракалпакской АССР (6-й созыв, 1962—1966) и Узбекской ССР (7-9 созывы, 1966—1979), Совета Союза от Каракалпакской АССР (10-11 созыв, март 1979 — март 1984, март — ноябрь 1984).
16 ноября 1984 указом Президиума Верховного Совета СССР депутатские полномочия Камалова были досрочно прекращены в связи с личным заявлением о сложении полномочий ввиду обстоятельств, препятствующих их выполнению.
Проходил по «хлопковому делу» в 1987 году. Был осуждён и лишён всех наград Указом Президента СССР от 15 июня 1990 года.

## Семья
В 1949 женился на Любови Семёновне Камаловой (1927—2022). 
Дочь Каллибека Камалова замужем за Ильхамом — сыном Шарафа Рашидова (первого секретаря ЦК КП Узбекистана); них 4 детей.
Сын — Мурад Камалов был Председателем Жокаргы кенеса (парламента) Каракалпакстана в 2020—2022 годах; женился на племяннице Шарафа Рашидова.

## Награды
- Герой Социалистического Труда (1973).
- три ордена Ленина (27.08.1971; 10.12.1973; 25.12.1976)
- орден Октябрьской Революции (04.03.1980)
- орден Трудового Красного Знамени (01.03.1965)
- два ордена «Знак Почёта» (17.12.1949; 11.01.1957)
- две медали «За трудовую доблесть» (28.10.1949; 25.12.1959)
- другие медали

Лишён всех наград Указом Президента СССР от 15 июня 1990 года.
- Орден «Эл-юрт хурмати» (2017)[12]